# Кинглейк (национальный парк)
Кинглейк (англ. Kinglake National Park) — национальный парк, расположенный в центральной Виктории в Австралии, основанный в 1928 году. Площадь парка составляет 23 210 га. Расположен в 50 км к северо-востоку от Мельбурна.

## История
Этот район был вырублен в начале XX века и некоторые остатки бывших лесозаготовок сохранились (например, рубцы на некоторых деревьях и свалка опилок).
В январе 2006 года части парка к северу от посёлка Кинглейк были опустошены лесным пожаром, начавшимся от удара молнии во время сильной грозы. Пламя угрожало поглотить город, продвинувшись в пределах нескольких сотен метров от северной окраины посёлка, но был спасён. В 2009 году 98 % территории национального парка было сильно повреждено в результате разрушительных пожаров в Чёрную субботу. Большая часть города Кинглейк была разрушена, погибло около сотни человек.

## Геология
Долины ручьев Стилс-Крик и Даймонд-Крик, притоков реки Ярра, состоят из слоистых отложений, содержащих окаменелости тех времен, когда этот район был покрыт морем.

## Флора и фауна
До лесных пожаров в Чёрную субботу 2009 года парк был известен тем, что в нём росло самое высокое дерево Виктории. Этот экземпляр эвкалипта царственного имел высоту 91,6 м в 2002 году и, как предполагалось, вырос после лесных пожаров в Черный четверг 1851 года и находился у Уоллаби-Крик в северо-западной части парка.
Естественная фауна включает валлаби, кенгуру, вомбата, опоссума и ехидну. Фауна включает также многочисленные разновидности птиц, включая какаду (таких как большой желтохохлый и шлемоносный), королевских попугаев, розеллу и лирохвоста.

## Туризм
В парке оборудованы туристические тропы и кемпинги. Здесь находится водопад Мейсонс, место для пикника с водопадами и первозданной природной флорой.

## Галерея
- Ксанторрея Xanthorrhoea australis
- Tetratheca bauerifolia
- Gratiola peruviana
- Olearia erubescens
- Pultenaea gunnii